# W potrzebie
W potrzebie (ang. High Maintenance) – amerykański serial internetowy i telewizyjny wyprodukowany przez Janky Clown Productions, którego pomysłodawcami są Katja Blichfeld i Ben Sinclair. Serial początkowo dostępny był na internetowej platformie Vimeo, która w latach 2012–2015 również zajmowała się jego produkcją i emisją. W 2015 roku HBO przejęło serial od serwisu internetowego.
W Polsce serial jest emitowany od 18 września 2016 roku przez HBO3.

## Fabuła
Serial opowiada o Guyu, dilerze marihuany, który staje się psychologiem dla swoich klientów.

## Obsada
- Ben Sinclair jako The Guy
- Marisol Miranda jako Lisa
- Avery Monsen jako Evan
- Brenna Palughi jako Brenna
- Greta Lee jako Heidi
- Michael Cyril Creighton jako Patrick
- Jordan Dean jako Scott
- Birgit Huppuch jako Ellen
- Lynne Marie Rosenberg jako Dinah
- Yael Stone jako Beth
- Theodore Bouloukos jako Teddy
- Sue Jean Kim jako Naomi
- Chivonne Michelle jako Janelle
- Shezi Sardar jako Prepper
- J. Bernard Calloway jako Pan Softee

## Przegląd sezonów

### Serial internetowy
| Sezon | Sezon | Odcinki | Premierowa emisja | Premierowa emisja | Produkcja |
| Sezon | Sezon | Odcinki | Premiera sezonu   | Finał sezonu      | Produkcja |
| ----- | ----- | ------- | ----------------- | ----------------- | --------- |
|       | 1     | 3       | 9 listopada 2012  | 9 listopada 2012  | Vimeo     |
|       | 2     | 4       | 17 stycznia 2013  | 20 lutego 2013    | Vimeo     |
|       | 3     | 3       | 20 kwietnia 2013  | 20 kwietnia 2013  | Vimeo     |
|       | 4     | 3       | 28 listopada 2013 | 28 marca 2014     | Vimeo     |
|       | 5     | 3       | 11 listopada 2014 | 11 listopada 2014 | Vimeo     |
|       | 6     | 3       | 5 lutego 2015     | 5 lutego 2015     | Vimeo     |

### Serial telewizyjny
| Sezon | Sezon | Odcinki | Premierowa emisja | Premierowa emisja    | Premierowa emisja   | Premierowa emisja    | Premierowa emisja  | Premierowa emisja    | Produkcja |
| Sezon | Sezon | Odcinki | Premierowa emisja | Premierowa emisja    | dostęp VOD (HBO Go) | dostęp VOD (HBO Go)  | telewizyjna (HBO3) | telewizyjna (HBO3)   | Produkcja |
| Sezon | Sezon | Odcinki | Premiera sezonu   | Finał sezonu         | Premiera sezonu     | Finał sezonu         | Premiera sezonu    | Finał sezonu         | Produkcja |
| ----- | ----- | ------- | ----------------- | -------------------- | ------------------- | -------------------- | ------------------ | -------------------- | --------- |
|       | 1     | 6       | 16 września 2016  | 21 października 2016 | 18 września 2016    | 23 października 2016 | 18 września 2016   | 23 października 2016 | HBO       |
|       | 2     | 10      | 19 stycznia 2018  | 23 marca 2018        | 20 stycznia 2018    | 24 marca 2018        | 26 stycznia 2018   | 30 marca 2018        | HBO       |
|       | 3     | 9       | 20 stycznia 2019  | 17 marca 2019        | 21 stycznia 2019    | 18 marca 2019        | 15 lutego 2019     | 5 kwietnia 2019      | HBO       |
|       | 4     | 9       | 7 lutego 2020     | 3 kwietnia 2020      | 8 lutego 2020       | 4 kwietnia 2020      | 13 marca 2020      | 1 maja 2020          | HBO       |

## Lista odcinków serialu internetowego

### Sezon 1 (2012)
| Nr | # | Tytuł  | Reżyseria                     | Scenariusz                    | Data udostępnienia |
| -- | - | ------ | ----------------------------- | ----------------------------- | ------------------ |
| 1  | 1 | Stevie | Sarah-Violet Bliss            | Katja Blichfeld, Ben Sinclair | 9 listopada 2012   |
| 2  | 2 | Heidi  | Katja Blichfeld, Ben Sinclair | Katja Blichfeld, Ben Sinclair | 9 listopada 2012   |
| 3  | 3 | Jamie  | Thomas DeNapoli               | Katja Blichfeld, Ben Sinclair | 9 listopada 2012   |

### Sezon 2 (2013)
| Nr | # | Tytuł  | Reżyseria                     | Scenariusz                    | Data udostępnienia |
| -- | - | ------ | ----------------------------- | ----------------------------- | ------------------ |
| 4  | 1 | Olivia | Katja Blichfeld, Ben Sinclair | Katja Blichfeld, Ben Sinclair | 17 stycznia 2013   |
| 5  | 2 | Helen  | Katja Blichfeld, Ben Sinclair | Michael Cyril Creighton       | 17 stycznia 2013   |
| 6  | 3 | Trixie | Katja Blichfeld, Ben Sinclair | Katja Blichfeld, Ben Sinclair | 17 stycznia 2013   |
| 7  | 4 | Dinah  | Katja Blichfeld, Ben Sinclair | Katja Blichfeld, Ben Sinclair | 20 lutego 2013     |

### Sezon 3 (2013)
| Nr | # | Tytuł      | Reżyseria                     | Scenariusz                    | Data udostępnienia |
| -- | - | ---------- | ----------------------------- | ----------------------------- | ------------------ |
| 8  | 1 | Jonathan   | Katja Blichfeld, Ben Sinclair | Katja Blichfeld, Ben Sinclair | 20 kwietnia 2013   |
| 9  | 2 | Elijah     | Katja Blichfeld, Ben Sinclair | Katja Blichfeld, Ben Sinclair | 20 kwietnia 2013   |
| 10 | 3 | Brad Pitts | Katja Blichfeld, Ben Sinclair | Katja Blichfeld, Ben Sinclair | 20 kwietnia 2013   |

### Sezon 4 (2013-2014)
| Nr | # | Tytuł   | Reżyseria                     | Scenariusz                    | Data udostępnienia |
| -- | - | ------- | ----------------------------- | ----------------------------- | ------------------ |
| 11 | 1 | Qasim   | Katja Blichfeld, Ben Sinclair | Katja Blichfeld, Ben Sinclair | 28 listopada 2013  |
| 12 | 2 | Matilda | Katja Blichfeld, Ben Sinclair | Katja Blichfeld, Ben Sinclair | 4 lutego 2014      |
| 13 | 3 | Rachel  | Katja Blichfeld, Ben Sinclair | Katja Blichfeld, Ben Sinclair | 28 marca 2014      |

### Sezon 5 (2014)
| Nr | # | Tytuł   | Reżyseria                     | Scenariusz                    | Data udostępnienia |
| -- | - | ------- | ----------------------------- | ----------------------------- | ------------------ |
| 14 | 1 | Ruth    | Katja Blichfeld, Ben Sinclair | Katja Blichfeld, Ben Sinclair | 11 listopada 2014  |
| 15 | 2 | Geiger  | Katja Blichfeld, Ben Sinclair | Katja Blichfeld, Ben Sinclair | 11 listopada 2014  |
| 16 | 3 | Genghis | Katja Blichfeld, Ben Sinclair | Katja Blichfeld, Ben Sinclair | 11 listopada 2014  |

### Sezon 6 (2015)
| Nr | # | Tytuł   | Reżyseria                     | Scenariusz                    | Data udostępnienia |
| -- | - | ------- | ----------------------------- | ----------------------------- | ------------------ |
| 17 | 1 | Sufjan  | Katja Blichfeld, Ben Sinclair | Katja Blichfeld, Ben Sinclair | 5 lutego 2015      |
| 18 | 2 | Esme    | Katja Blichfeld, Ben Sinclair | Katja Blichfeld, Ben Sinclair | 5 lutego 2015      |
| 19 | 3 | Sabrina | Katja Blichfeld, Ben Sinclair | Katja Blichfeld, Ben Sinclair | 5 lutego 2015      |

## Lista odcinków serialu telewizyjnego

### Sezon 1 (2016)
| Nr | # | Tytuł    | Reżyseria                     | Scenariusz                    | Premiera (HBO)       | Premiera w Polsce (HBO Go/HBO3) |
| -- | - | -------- | ----------------------------- | ----------------------------- | -------------------- | ------------------------------- |
| 1  | 1 | Meth(od) | Katja Blichfeld, Ben Sinclair | Katja Blichfeld, Ben Sinclair | 16 września 2016     | 18 września 2016                |
| 2  | 2 | Museebat | Katja Blichfeld, Ben Sinclair | Katja Blichfeld, Ben Sinclair | 23 września 2016     | 25 września 2016                |
| 3  | 3 | Grandpa  | Katja Blichfeld, Ben Sinclair | Katja Blichfeld, Ben Sinclair | 30 września 2016     | 2 października 2016             |
| 4  | 4 | Tick     | Katja Blichfeld, Ben Sinclair | Katja Blichfeld, Ben Sinclair | 7 października 2016  | 9 października 2016             |
| 5  | 5 | Selfie   | Katja Blichfeld, Ben Sinclair | Katja Blichfeld, Ben Sinclair | 14 października 2016 | 16 października 2016            |
| 6  | 6 | Ex       | Katja Blichfeld, Ben Sinclair | Katja Blichfeld, Ben Sinclair | 21 października 2016 | 23 października 2016            |

### Sezon 2 (2018)
| Nr | #  | Tytuł    | Reżyseria                     | Scenariusz                                                    | Premiera (HBO)   | Premiera w Polsce (HBO3)                    |
| -- | -- | -------- | ----------------------------- | ------------------------------------------------------------- | ---------------- | ------------------------------------------- |
| 7  | 1  | Globo    | Katja Blichfeld, Ben Sinclair | Katja Blichfeld, Ben Sinclair                                 | 19 stycznia 2018 | 26 stycznia 2018 (HBO Go: 20 stycznia 2018) |
| 8  | 2  | Fagin    | Katja Blichfeld, Ben Sinclair | Rebecca Drysdale, Isaac Oliver, Katja Blichfeld, Ben Sinclair | 26 stycznia 2018 | 2 lutego 2018 (HBO Go: 27 stycznia 2018)    |
| 9  | 3  | Namaste  | Shaka King                    | Hannah Bos, Paul Thureen, Shaka King                          | 2 lutego 2018    | 9 lutego 2018 (HBO Go: 3 lutego 2018)       |
| 10 | 4  | Derech   | Shaka King                    | Ben Sinclair                                                  | 9 lutego 2018    | 16 lutego 2018 (HBO Go: 10 lutego 2018)     |
| 11 | 5  | Scromple | Katja Blichfeld, Ben Sinclair | Katja Blichfeld, Rebecca Drysdale                             | 16 lutego 2018   | 23 lutego 2018 (HBO Go: 17 lutego 2018)     |
| 12 | 6  | Googie   | Katja Blichfeld, Ben Sinclair | Katja Blichfeld, Ben Sinclair                                 | 23 lutego 2018   | 2 marca 2018 (HBO Go: 24 lutego 2018)       |
| 13 | 7  | HBD      | Eliza Hittman                 | Katja Blichfeld                                               | 2 marca 2018     | 9 marca 2018 (HBO Go: 3 marca 2018)         |
| 14 | 8  | Ghost    | Eliza Hittman                 | Eliza Hittman i Eric Slovin                                   | 9 marca 2018     | 16 marca 2018 (HBO Go: 10 marca 2018)       |
| 15 | 9  | #goalz   | Katja Blichfeld, Ben Sinclair | Katja Blichfeld, Ben Sinclair                                 | 16 marca 2018    | 23 marca 2018 (HBO Go: 17 marca 2018)       |
| 16 | 10 | Steve    | Katja Blichfeld, Ben Sinclair | Katja Blichfeld, Ben Sinclair                                 | 23 marca 2018    | 30 marca 2018 (HBO Go: 24 marca 2018)       |

### Sezon 3 (2019)
| Nr | # | Tytuł      | Reżyseria       | Scenariusz                                    | Premiera (HBO)                        | Premiera w Polsce (HBO3)                  |
| -- | - | ---------- | --------------- | --------------------------------------------- | ------------------------------------- | ----------------------------------------- |
| 17 | 1 | M.A.S.H.   | Katja Blichfeld | Katja Blichfeld, Ben Sinclair                 | 20 stycznia 2019                      | 15 lutego 2019 (HBO Go: 21 stycznia 2019) |
| 18 | 2 | Craig      | Ben Sinclair    | Isaac Oliver, Zack Schamberg                  | 27 stycznia 2019                      | 22 lutego 2019 (HBO Go: 28 stycznia 2019) |
| 19 | 3 | Blondie    | Katja Blichfeld | Isaac Oliver, Zack Schamberg, Katja Blichfeld | 3 lutego 2019 (HBO Go: 1 lutego 2019) | 1 marca 2019 (HBO Go: 1 lutego 2019)      |
| 20 | 4 | Small Town | Ben Sinclair    | Katja Blichfeld, Ben Sinclair                 | 10 lutego 2019                        | 8 marca 2019 (HBO Go: 11 lutego 2019)     |
| 21 | 5 | Pay Day    | Katja Blichfeld | Mitra Jouhari, Isaac Oliver, Mel Shimkovitz   | 17 lutego 2019                        | 15 marca 2019 (HBO Go: 18 lutego 2019)    |
| 22 | 6 | Fingerbutt | Chioke Nassor   | Katja Blichfeld, Isaac Oliver, Ben Sinclair   | 24 lutego 2019                        | 22 marca 2019 (HBO Go: 25 lutego 2019)    |
| 23 | 7 | Dongle     | Silas Howard    | Mitra Jouhari, Zack Schamberg, Mel Shimkovitz | 3 marca 2019                          | 29 marca 2019 (HBO Go: 4 marca 2019)      |
| 24 | 8 | Proxy      | Chioke Nassor   | William Meny, Isaac Oliver, Ben Sinclair      | 10 marca 2019                         | 5 kwietnia 2019 (HBO Go: 11 marca 2019)   |
| 25 | 9 | Cruise     | Ben Sinclair    | Isaac Oliver, Ben Sinclair                    | 17 marca 2019                         | 5 kwietnia 2019 (HBO Go: 18 marca 2019)   |

### Sezon 4 (2020)
| Nr | # | Tytuł     | Reżyseria       | Scenariusz                        | Premiera (HBO)  | Premiera w Polsce (HBO3)                 |
| -- | - | --------- | --------------- | --------------------------------- | --------------- | ---------------------------------------- |
| 26 | 1 | Cycles    | Ben Sinclair    | Ben Sinclair                      | 7 lutego 2020   | 13 marca 2020 (HBO Go: 8 lutego 2020)    |
| 27 | 2 | Trick     | Katja Blichfeld | Isaac Oliver                      | 14 lutego 2020  | 20 marca 2020 (HBO Go: 15 lutego 2020)   |
| 28 | 3 | Voir Dire | Katja Blichfeld | Katja Blichfeld, Adele Thibodeaux | 21 lutego 2020  | 27 marca 2020 (HBO Go: 22 lutego 2020)   |
| 29 | 4 | Backflash | Katja Blichfeld | Zack Schamberg, Mel Shimkovitz    | 28 lutego 2020  | 27 marca 2020 (HBO Go: 29 lutego 2020)   |
| 30 | 5 | Screen    | Ben Sinclair    | Gary Richardson, Ben Sinclair     | 6 marca 2020    | 3 kwietnia 2020 (HBO Go: 7 marca 2020)   |
| 31 | 6 | Adelante  | Ben Sinclair    | Lorelei Ramirez, Ben Sinclair     | 13 marca 2020   | 10 kwietnia 2020 (HBO Go: 14 marca 2020) |
| 32 | 7 | Hand      | Ben Sinclair    | Isaac Oliver, Zack Schamberg      | 20 marca 2020   | 17 kwietnia 2020 (HBO Go: 21 marca 2020) |
| 33 | 8 | Solo      | Ben Sinclair    | Mel Shimkovitz                    | 27 marca 2020   | 24 kwietnia 2020 (HBO Go: 28 marca 2020) |
| 34 | 9 | Soup      | Katja Blichfeld | Katja Blichfeld, Isaac Oliver     | 3 kwietnia 2020 | 1 maja 2020 (HBO Go: 4 kwietnia 2020)    |

## Produkcja
Od 2012 roku serial był produkowany przez platformę Vimeo, jednak 20 kwietnia 2015 roku stacja HBO zamówiła od serwisu internetowego 6 odcinków serialu „W potrzebie”, którego premiera odbyła się 16 września 2016 roku. Dnia 29 września 2016 po emisji dwóch odcinków jako serialu telewizyjnego, stacja HBO zamówiła drugi sezon i podobnie stało się z zamówieniem trzeciego sezonu – 21 lutego 2018 roku, po emisji pierwszego odcinka sezonu drugiego. Jego premiera nastąpiła 20 stycznia 2019 roku. Po wyemitowaniu sezonu trzeciego – 19 marca 2019 roku – HBO zamówiło czwarty sezon serialu.